# Корир, Джон Черуйот
Джон Черуйот Корир — кенийский бегун на длинные дистанции. Чемпион мира по полумарафону 2004 года в командном зачёте. На чемпионате мира по полумарафону 2003 года занял 2-е место в командном зачёте и 4-е место в личном первенстве. Бронзовый призёр чемпионата мира по кроссу 2000 года в зачёте юниоров.
Двукратный участник Олимпийских игр в беге на 10 000 метров. На Олимпиаде в Сиднее занял 5-е место, а в Афинах — 6-е место.